# Mimocacia ferruginea
Mimocacia ferruginea là một loài bọ cánh cứng trong họ Cerambycidae.